# Saka (Viru-Ouest)
Pour les articles homonymes, voir Saka.
Saka est un village de la commune de Toila du comté de Viru-Est en Estonie.
Au 31 décembre 2011, il comptait 116 habitants.